# Rancho Murieta, Kalifornien
Rancho Murieta är en ort (CDP) i Sacramento County, i delstaten Kalifornien, USA. Enligt United States Census Bureau har orten en folkmängd på 5 488 invånare (2010) och en landarea på 30,8 km².